# Курпики
Курпики (пол. Kurpiki) — село в Польщі, у гміні Завади Білостоцького повіту Підляського воєводства.
Населення — 66 осіб (2011).
У 1975-1998 роках село належало до Ломжинського воєводства.

## Демографія
Демографічна структура станом на 31 березня 2011 року:
|          | Загалом | Допрацездатний вік | Працездатний вік | Постпрацездатний вік |
| -------- | ------- | ------------------ | ---------------- | -------------------- |
| Чоловіки | 29      | 6                  | 18               | 5                    |
| Жінки    | 37      | 11                 | 16               | 10                   |
| Разом    | 66      | 17                 | 34               | 15                   |